# Reillon
Reillon est une commune française située dans le département de Meurthe-et-Moselle en région Grand Est.

## Géographie
|          | Leintrey |                    |
| Vého     | Reillon  | Gondrexon          |
| Domjevin | Blémerey | Chazelles-sur-Albe |

### Hydrographie
La commune est dans le bassin versant du Rhin au sein du bassin Rhin-Meuse. Elle est drainée par le ruisseau des Fontaines, le ruisseau Dessous l'Étang et le ruisseau du Paquis le Berger,.

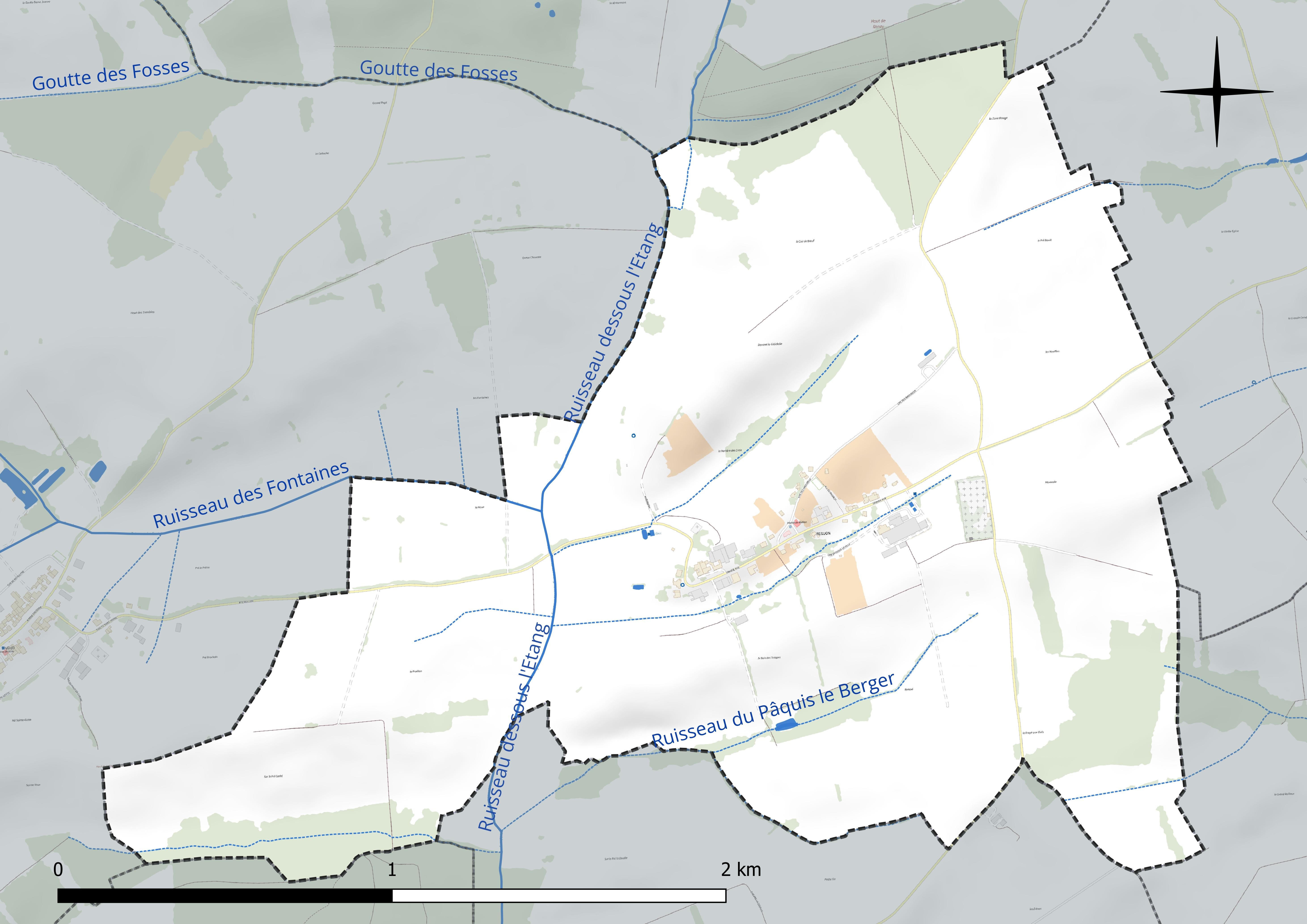
Réseau hydrographique de Reillon.

### Climat
Pour des articles plus généraux, voir Climat du Grand Est et Climat de Meurthe-et-Moselle.
En 2010, le climat de la commune est de type climat des marges montargnardes, selon une étude du Centre national de la recherche scientifique s'appuyant sur une série de données couvrant la période 1971-2000. En 2020, Météo-France publie une typologie des climats de la France métropolitaine dans laquelle la commune est exposée à un climat semi-continental et est dans la région climatique  Vosges, caractérisée par une pluviométrie très élevée (1 500 à 2 000 mm/an) en toutes saisons et un hiver rude (moins de 1 °C). 
Pour la période 1971-2000, la température annuelle moyenne est de 9,8 °C, avec une amplitude thermique annuelle de 17,1 °C. Le cumul annuel moyen de précipitations est de 922 mm, avec 12,3 jours de précipitations en janvier et 9,6 jours en juillet. Pour la période 1991-2020, la température moyenne annuelle observée sur la station météorologique de Météo-France la plus proche, « St Maurice », sur la commune de Saint-Maurice-aux-Forges à 12 km à vol d'oiseau, est de 10,5 °C et le cumul annuel moyen de précipitations est de 837,4 mm. 
La température maximale relevée sur cette station est de 39,2 °C, atteinte le 25 juillet 2019 ; la température minimale est de −19,9 °C, atteinte le 1er mars 2005,,. 
Les paramètres climatiques de la commune ont été estimés pour le milieu du siècle (2041-2070) selon différents scénarios d'émission de gaz à effet de serre à partir des nouvelles projections climatiques de référence DRIAS-2020. Ils sont consultables sur un site dédié publié par Météo-France en novembre 2022.

## Urbanisme

### Typologie
Au 1er janvier 2024, Reillon est catégorisée commune rurale à habitat très dispersé, selon la nouvelle grille communale de densité à sept niveaux définie par l'Insee en 2022.
Elle est située hors unité urbaine et hors attraction des villes,.

## Toponymie
Le nom de la localité est attesté sous les formes Rullons (1293) ; Roillon (1301) ; Rellons (1332) ; Rillon (1409) ; Rellon (1420) ; Relon (1479) ; Reillion.

Dérivé de reille, avec le suffixe -on. Le mot reillon pouvait désigner une sorte de flèche (de rella < regula), « reille à pointe », ou « pointe de lance ». Au masculin, la reille devient le reillon et désigne la pointe d'une arme, mais les premières mentions sont assez tardives.

## Histoire
Reillon était située sur le front de novembre 1914 à 1918. Aussi le village a-t-il été totalement détruit, retourné par les trous d'obus, les tranchées et les tunnels. Il a été cependant reconstruit après 1918.

## Politique et administration
| Période                                  | Période                   | Identité                                      | Étiquette | Qualité |
| ---------------------------------------- | ------------------------- | --------------------------------------------- | --------- | ------- |
| Les données manquantes sont à compléter. |                           |                                               |           |         |
|                                          | mars 1983                 | André Jacquot                                 |           | Paysan  |
| mars 1983                                | mars 2008                 | Pierre Toussaint                              | Les Verts |         |
| mars 2008                                | En cours (au 25 mai 2020) | Damien Jacquot Réélu pour le mandat 2020-2026 |           |         |

## Population et société

### Démographie
L'évolution du nombre d'habitants est connue à travers les recensements de la population effectués dans la commune depuis 1793. Pour les communes de moins de 10 000 habitants, une enquête de recensement portant sur toute la population est réalisée tous les cinq ans, les populations de référence des années intermédiaires étant quant à elles estimées par interpolation ou extrapolation. Pour la commune, le premier recensement exhaustif entrant dans le cadre du nouveau dispositif a été réalisé en 2005.

En 2022, la commune comptait 73 habitants, en évolution de −15,12 % par rapport à 2016 (Meurthe-et-Moselle : −0,13 %, France hors Mayotte : +2,11 %).
| 1793 | 1800 | 1806 | 1821 | 1831 | 1836 | 1841 | 1846 | 1851 |
| ---- | ---- | ---- | ---- | ---- | ---- | ---- | ---- | ---- |
| 120  | 155  | 173  | 179  | 186  | 166  | 179  | 195  | 171  |

| 1856 | 1861 | 1872 | 1876 | 1881 | 1886 | 1891 | 1896 | 1901 |
| ---- | ---- | ---- | ---- | ---- | ---- | ---- | ---- | ---- |
| 169  | 154  | 136  | 126  | 139  | 131  | 128  | 113  | 101  |

| 1906 | 1911 | 1921 | 1926 | 1931 | 1936 | 1946 | 1954 | 1962 |
| ---- | ---- | ---- | ---- | ---- | ---- | ---- | ---- | ---- |
| 98   | 96   | 45   | 59   | 50   | 65   | 47   | 63   | 63   |

| 1968 | 1975 | 1982 | 1990 | 1999 | 2005 | 2006 | 2010 | 2015 |
| ---- | ---- | ---- | ---- | ---- | ---- | ---- | ---- | ---- |
| 54   | 64   | 83   | 87   | 72   | 73   | 71   | 60   | 78   |

| 2020 | 2022 | - | - | - | - | - | - | - |
| ---- | ---- | - | - | - | - | - | - | - |
| 73   | 73   | - | - | - | - | - | - | - |

## Économie

### Agriculture
Commune rurale, l'activité économique repose essentiellement sur les fermes en élevage et polyculture à l'image de l'agriculture dans le Sud lorrain.

### Industrie agro-alimentaire
La ferme de la Meix a développé une activité autonome de transformation de ses produits d'élevage et notamment le lait dans la fromagerie qui porte le même nom. Ses produits sont vendus sous la marque « Biogam ».

## Culture locale et patrimoine

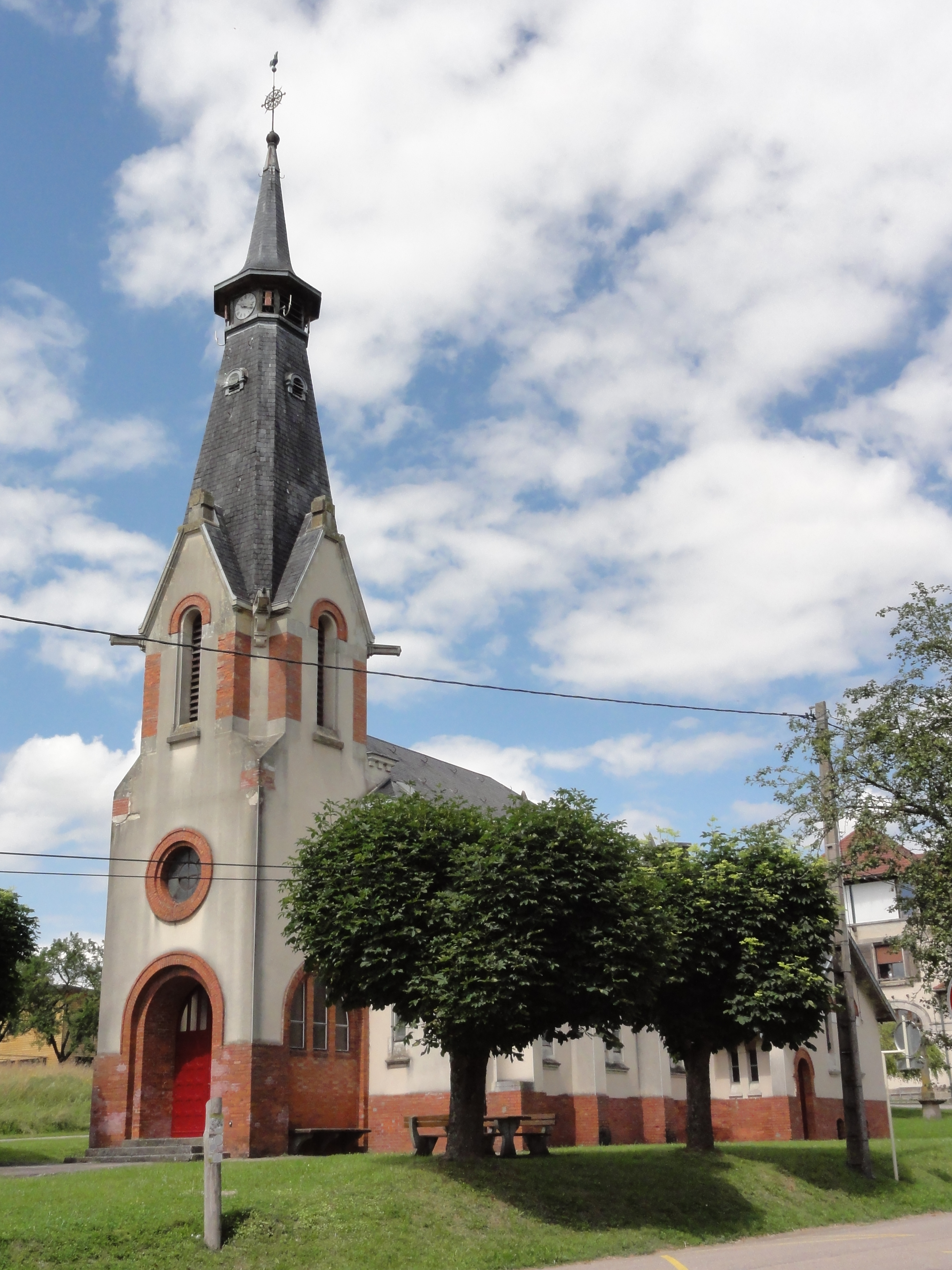
Église de la Nativité-de-la-Vierge.

### Lieux et monuments
- Église de la Nativité-de-la-Vierge, reconstruite après 1918.
- Calvaire de 1604 (entre l'église et la mairie), seul vestige de l'ancien village détruit.

#### Lieux de mémoire de la Grande Guerre
- Nécropole nationale 1914-1918 : 1 400 tombes françaises.

- Monument du 223e RI, situé à 1 km du village, monument dit des « Bras de Chemise » : au cours des combats violents et acharnés de juin 1915 à la cote 303 qui firent de nombreux morts, les soldats du 223e RI avaient été autorisés, à leur demande, à combattre en bras de chemise, car il faisait très chaud.

- Cimetière militaire allemand 1914-1918 et 1940-1945 : 5 500 tombes.

- Village faisant partie du « circuit des entonnoirs » avec notamment le village de Leintrey.

### Héraldique
| Blason de Reillon | Blason  | Gironné de 8 émanches appointées à dextre en chef d'or et de gueules ; trois croix latines d'argent disposés 2 - 1 brochant sur le tout. |
| Blason de Reillon | Détails | Le gironné fait penser aux rayons de soleil et phonétiquement au nom de la commune. Le village était situé sur la ligne de front lors de la Première Guerre mondiale et fut complètement rasé, puis reconstruit. Les deux croix latines du chef représentent les deux cimetières de soldats morts pour leur patrie, l'un français avec 1400 tombes et l'autre allemand avec 5500 tombes. La dernière croix symbolise le Calvaire de 1604, situé entre l'église et la mairie, seul vestige du village détruit lors du conflit. Les couleurs et émaux sont ceux de la Lorraine. Le statut officiel du blason reste à déterminer. |